# Paul Schäuble
Paul Schäuble OSB (* 13. Februar 1863 in Segeten; † 22. September 1955 in Saint Benedict bei Covington) war Benediktiner und erster Abt der Abtei St. Joseph in Louisiana.
Nach der Lehre zum Kaufmann in Kehl begab sich Franz Joseph Schäuble 1881 nach den USA, wo er in der Abtei St. Meinrad in Indiana die Schule besuchte. Danach trat er als Mönch in diese Benediktinerabtei ein und  erhielt den Ordensnamen Paul. Er legte am 19. Juli 1885 seine Profess ab und wurde am 16. Juni 1889 zum Priester geweiht. Mit einer kleinen Gruppe gründete er 1889 in dem Ort Saint Benedict in Louisiana das Priorat St. Joseph und wurde nach der Erhebung desselben zur Abtei durch Papst Leo XIII. 1903 zum ersten Abt erwählt. 1907 zerstörte ein Feuer das neuerbaute Kloster, unter seiner Leitung wurde es neu erbaut. 1932 gab er sein Abtsamt auf und begab sich als Seelsorger in ein Aussätzigenhospital in Carville, in dem etwa 400 Patienten betreut wurden. Hier war er neben seiner seelsorgerischen Tätigkeit auch wieder als Bauherr im Einsatz, unter seiner Leitung entstand eine Kirche.
Mit 85 Jahren trat er die Stelle eines Kaplans bei den Benediktinerinnen von St. Gertrud in Ramsay an. Vier Jahre danach kehrte er in sein Heimatkloster zurück. Am 22. September 1955 starb er im Alter von 92 Jahren und wurde auf dem Klosterfriedhof beigesetzt.